# Аргонот (гора)
Аргонот (англ. Argonaut Peak) — гора, расположенная в округе Шелан штата Вашингтон (США), находится к востоку от горы Стюарт. Входит в хребет Стюарт, являющийся частью гор Уэнатчи. Состоит из чистого гранита. Является 65-й по высоте горой в этом штате. Также является известным туристическим местом. Первое восхождение на Аргонот произошло в сентябре 1955 Лексом Максвеллом, Бобом Макколлом и Биллом Пратером.
Аргонот состоит из трёх отдельных вершин. Самая маленькая вершина — юго-восточная, «средняя» вершина — центральная, главной вершиной является западная, она имеет большой наклонный блок и пещеру между ними.